# اولیور کروتس
اولیور کروتس (انگلیسی: Oliver Kurtz؛ زادهٔ ۲۳ اکتبر ۱۹۷۱) بازیکن هاکی روی چمن اهل آلمان بود.